# Caravelas (Mirandela)
Caravelas ist eine Ortschaft und Gemeinde im Norden Portugals.

## Geschichte
Funde belegen eine vorgeschichtliche Besiedlung, insbesondere die Anta Anta de Caravela, eine Mámoa die etwa um 3000 v. Chr. errichtet wurde.
Die heutige Ortschaft entstand vermutlich im Verlauf der Neubesiedlungen nach der mittelalterlichen Reconquista.

## Verwaltung
Caravelas ist Sitz der gleichnamigen Gemeinde (Freguesia) im Kreis (Concelho) von Mirandela im Distrikt Bragança. In ihr leben 152 Einwohner auf einer Fläche von 13 km² (Stand 19. April 2021).
Die Gemeinde umfasst nur die eine gleichnamige Ortschaft.

## Sehenswürdigkeiten
Neben der Natur, die über Wanderwege der Kreisverwaltung Mirandela erschlossen ist, befinden sich einige Baudenkmäler in der Gemeinde Caravelas:
- Anta de Caravela, eine etwa 5.000 Jahre alte Megalithanlage[3]
- Igreja de São Brás, Gemeindekirche von Caravelas[4]
- Fonte de Mergulho em Caravelas, Brunnenanlage[5]
- Capela em Caravelas, Kapelle[6]
- Alminhas em Caravelas, Bildstöcke (Heiligendarstellungen)[7]